# Atles (satèl·lit)
Atles és una de les llunes del planeta Saturn, anomenada també Saturn XV.
Atles orbita a prop de la vora externa de l'anell A de Saturn, del qual pareix un satèl·lit pastor. A més, el 2004, es va descobrir un anell dèbil i prim, temporalment anomenat Anell R/2004 S'1, en la mateixa òrbita d'Atles.
Va ser descobert per Richard J. Terrile el 1980 en les fotografies preses pel Voyager 1 durant la seva trobada amb Saturn, i va rebre la designació provisional 1980 S28. El 1983, va ser batejat oficialment amb el nom del tità Atles.
Les imatges d'alta resolució realitzades en juny del 2005 mostren una lluna amb un gran bombament equatorial.

## Galeria

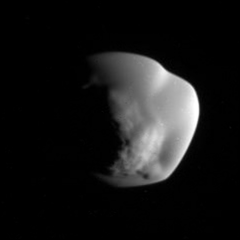
Fotografia feta per la sonda Cassini el 12 de juny de 2007 on es veu el pol sud d'Atles
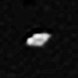
Fotografia feta per la Voyager 1